# Krater Morokweng
Morokweng – krater uderzeniowy pod powierzchnią pustyni Kalahari, w pobliżu miejscowości Morokweng, Prowincja Północno-Zachodnia, Południowa Afryka, niedaleko granicy z Botswaną. Został odkryty w roku 1994.
Krater ten ma co najmniej 160 km średnicy, być może nawet 240 km. Powstał 145,0 ± 0,8 miliona lat temu w wyniku uderzenia meteorytu z grupy chondrytów oliwinowo-hiperstenowych, prawdopodobnie 5-10 km średnicy. W wyniku odwiertu w maju 2006 odkryto odłamek tego meteorytu na głębokości 770 m.